# Zlomená srdce
Zlomená srdce (v anglickém originále Break of Hearts) je americké romantické drama z roku 1935, režírované Philipem Moellerem. Hlavní role ve filmu ztvárnili Katharine Hepburnová a Charles Boyer.

## Příběh
Frank Roberti (Charles Boyer) je významný a vášnivý hudební dirigent a po jednom z koncertů se svým orchestrem se vydá za svým starým přítelem, hudebním učitelem profesorem Thalmou (Jean Hersholt). U něj je právě na návštěvě jeho kolegyně Constance (Katharine Hepburnová) a předvádí mu na klavír svou novou vlastní skladbu. Po příchodu váženého dirigenta, však raději odejde. Po krátkém a vyčítavém rozhovoru Frank na chodbě zaslechne Constancin klavír a rozhodne se jít dál. Překvapená Constance mu zahraje svou skladbu, ale po následujícím krátkém rozhovoru už musí Frank zase jít na zkoušku s orchestrem. Constance, jež se do něj právě zamilovala, se rozhodne koupit si lístek na jeho vystoupení, ale u pokladny jí řeknou, že je vše už měsíc vyprodané. Poté, co však zaslechne zkoušející orchestr, rozhodne se nenápadně dostat do sálu a poslechnout si jej. Chvíli postojí za sloupem v potemnělém hledišti a nadšeně sleduje Franka i celý orchestr. Jakmile si však sedne do sedadla, které zaskřípe, Frank se rychle otočí a reflektorem posvítí na utíkající Constance. Jakmile na ni však zakřičí, Constance se rychle zastaví a Frank ji doběhne. Frank, překvapený z její návštěvy ji nakonec nechá sedět v přední řadě a zahraje jen pro ni. Frank nakonec okouzlenou Constance pozve k sobě domů, kde spolu povečeří a prožijí příjemný romantický večer. Nakonec ji také odveze domů a poté, co si popřejí dobrou noc, se ve dveřích ještě rychle poprvé políbí.
Po měsíci ji Frank u ní v bytě požádá o ruku a hned na to, to oslaví u profesora Thalmy i se svým přítelem Johnny Lawrencem (John Beal). Brzy nato se novomanželé vydají na svatební cestu po Evropě, při které navštíví Londýn, Paříž, Švýcarsko i Benátky. Poté se však už Frank musí vrátit zpět do New Yorku a pokračovat v koncertování.
Tam také před jedním z vystoupení potká svou starou známou Sylvii DeWittovou (Helene Millardová), která ho přesvědčí, aby s ní zašel na drink, přičemž mu představí slečnu Didi Snith-Lennoxovou (Jean Howardová). Za Constance proto přijde místo Franka Johnny a rozhodnou se zajít na večeři do restaurace Ritz's. Zde se však nachází také Frank, který mezitím baví slečnu Didi. Jakmile to Constance zjistí, chce odsud nešťastná odejít domů. Na odchodu se však setká s Frankem, který předstírá, že nic nebylo ani není, ale po sérii náhod, které jeho obhajobu zpochybňují, přijde i samotná Didi. Constance proto s Johnnym rychle odejde domů.  
Pozdě večer, když se Frank vrátí domů, objeví Constance v ložnici, jak si balí kufr a chystá se odejít pryč. Odchod jí nedokáže vymluvit a jejich vztah se téměř definitivně rozpadá. Constance nadále pracuje v hudebním nakladatelství Goldmarks a Frank se dál věnuje své kariéře dirigenta.  
Po dvou měsících se nešťastná Constance pokusí Frankovi dovolat, ale je jí sděleno, že Frank právě odplul na turné do Evropy. Ještě více zarmoucená Constance se tedy vrátí ke svému klavíru, ale po pár tónech omdlí. Právě v tu dobu se ji zde už podruhé pokouší najít Johnny a i přesto, že se Constance zapsala pod jménem Madeline Thorneová, se mu ji podaří najít a včas zavolá lékařskou pomoc.  
Frank mezitím v Evropě dostane telegram, že se vrátí do New Yorku už na Silvestra, a právě zde se na jednom večírku potká také s Constance. Frank jí vše dávno odpustil a chce se s ní vrátit domů, jenže Constance se zcela změnila. Našla si spoustu nových přátele a začala si užívat života, jako on. Navíc také začala chodit Johnnym Lawrencem, což Franka zamrzí nejvíce. Na svůj charitativní koncert druhý den dorazí opilý a už při první skladbě omdlí a spadne z pódia. Poté, co za ním Constance přispěchá, se před spoustou lidí pohádají, přičemž každý obviňuje toho druhého z nevěry. Frank i Constance si však uvědomují, že se stále milují, ale nakonec se nechají rozvést.  
Frank je z toho nešťastný a stane se z něj alkoholik, čímž zahodí svou desetiletou kariéru a Constance nadále pokračuje ve vztahu s Johnnym. Při návštěvě profesora Thalmy jí však řekne, aby za Frankem zašla, že ji velmi potřebuje. Constance proto navštíví opilého Franka, ležícího na stole kdesi v hospodě a i poté, co na něj začne promlouvat ji sotva vnímá. Constance je však trpělivá a pokusí se mu vše připomenout její skladbou, kterou zahraje na klavír stojící hned vedle. Franz se pomalu probere, naštvaně shodí všechny sklenice ze stolu a za výkřiku „Dost! To je její hudba.“ opět omdlí.
Po lékařské prohlídce Constance pochopí, že ji Frank potřebuje a že patří k sobě, což také vysvětlí zklamanému Johnnymu. Frank se nakonec vrátí k orchestru a opět s začne Constance společně žít.

## Obsazení
| Katharine Hepburnová | Constance Dane Robertiová |
| Charles Boyer        | Franz Roberti             |
| John Beal            | Johnny Lawrence           |
| Jean Hersholt        | profesor Thalma           |
| Jean Howardová       | Didi Smith-Lennoxová      |
| Susan Flemingová     | slečna Elise              |
| Helene Millardová    | Sylvia DeWittová          |
| Lee Kohlmar          | houslista Schubert        |